# Against All Odds 2016
Against All Odds 2016 - One Night Only è stata la prima edizione del pay-per-view prodotto dalla Total Nonstop Action Wrestling (TNA) nel nuovo formato di tre ore ed inserito nella serie One Night Only. 

L'evento fu registrato il 16 e 17 agosto 2016 nella IMPACT! Zone di Orlando in Florida e trasmesso 4 novembre dello stesso anno.
Tra le differenze tra questa edizione e le precedenti c'è anche quella del fatto che per tutto l'evento non si è disputato un match valido per un titolo della federazione.
È stato anche l'ultimo Against All Odds con il nome TNA in quanto nel marzo del 2017 la stessa federazione si è rinominata in Impact Wrestling.

## Risultati
| # | Risultati | Stipulazioni           | Durata |
| - | --- | ---------------------- | ------ |
| 1 | Andrew Everett ha sconfitto Mandrews                                                                                     | Single match           | 09:30  |
| 2 | Jade ha sconfitto Sienna e Marti Bell                                                                                    | Three-way match        | 07:25  |
| 3 | Tyrus ha sconfitto Trevor Lee (con Andrew Everett)                                                                       | Single match           | 07:30  |
| 4 | DJZ e The BroMans (Robbie E e Jessie Godderz con Raquel) hanno sconfitto The Squad Eddie Edwards, Mahabali Shera e Grado | Six-man tag team match | 08:13  |
| 5 | Lashley ha sconfitto Bram                                                                                                | Single match           | 10:10  |
| 6 | Moose ha sconfitto Eli Drake                                                                                             | Single match           | 09:25  |
| 7 | Gail Kim ha sconfitto Laurel Van Ness                                                                                    | Single match           | 08:32  |
| 8 | James Storm ha sconfitto Bram                                                                                            | Single match           | 09:45  |
| 9 | Ethan Carter III ha sconfitto Matt Hardy                                                                                 | Single match           | 09:10  |